# Paretodiagramm
Ein Paretodiagramm ist ein Säulendiagramm, in dem die einzelnen Werte der Größe nach geordnet wiedergegeben werden. Dabei befindet sich der größte Wert ganz links, der kleinste Wert ganz rechts im Diagramm. Das Paretodiagramm ist nach dem italienischen Ökonomen Vilfredo Pareto benannt. Verwendung findet es unter anderem in der Statistik.
Das Paretodiagramm ist ein elementares Qualitätswerkzeug und dient als solches der Fehleranalyse.

Paretodiagramm

## Definition
Das Paretodiagramm beruht auf dem Paretoprinzip, nach dem die meisten Auswirkungen eines Problems (80 %) häufig nur auf eine kleine Anzahl von Ursachen (20 %) zurückzuführen sind. Es ist ein Säulendiagramm, das Problemursachen nach ihrer Bedeutung ordnet. Siehe auch den Artikel zur Pareto-Verteilung – Eingrenzung der Fehlerquellen / schnelle Ermittlung von Entscheidungshilfen.

## Zweck
Mit Hilfe des Paretodiagramms werden aus vielen möglichen Ursachen eines Problems diejenigen herausgefiltert, die den größten Einfluss haben. Die Wichtigkeit einer Ursache kann direkt aus dem Diagramm abgelesen werden.
Beispiel: Wenn die Firmen sich also erfolgreich um die drei ersten Gründe für verspätetes Erscheinen am Arbeitsplatz kümmern würden, hätten sie etwa 80 % aller Fälle gelöst (siehe Diagramm).
Siehe auch ABC-Analyse, XYZ-Analyse, ABC/XYZ-Analyse.

## Vorgehen
Zuerst wird das zu bearbeitende Thema festgelegt. Dann werden Kategorien gebildet, beispielsweise für mögliche Fehlerarten oder Ursachen, oder für Produkte, Kunden, Artikel, Lieferanten.
Zusätzlich muss eine Größe bestimmt werden, mit welcher man die Auswirkungen des Problems verdeutlichen kann. Die gebräuchlichsten Größen sind die Häufigkeit des Auftretens, oder die mit Kosten bewertete Häufigkeit (Anzahl multipliziert mit Kostensatz), oder die Wahrscheinlichkeit und Auswirkung, oder in der FMEA die Auftretenswahrscheinlichkeit und die Entdeckenswahrscheinlichkeit der Ursache und die Bedeutung der Fehlerfolge.
Um das Paretodiagramm zu erstellen, wird aus der absoluten Häufigkeit (beziehungsweise der entsprechenden Messgröße) jeder Fehlerkategorie deren prozentualer Anteil ermittelt:
{\displaystyle \%{\text{-Häufigkeit}}={\frac {\text{Teilmenge}}{\text{Gesamtmenge}}}\cdot 100\,\%}
Die Kategorien werden absteigend nach ihrer Bedeutung sortiert und dann auf der waagerechten Achse von links nach rechts abgetragen. Über jeder Fehlerkategorie wird eine Säule gezeichnet, deren Höhe der Häufigkeit des Auftretens entspricht. Werden die Säulen von links nach rechts aufeinander gestapelt, ergibt sich die Paretokurve, über die der summierte Prozentwert abgelesen werden kann.